# Bhatsangvi, Bhalki
Bhatsangvi là một làng thuộc tehsil Bhalki, huyện Bidar, bang Karnataka, Ấn Độ.